# Isabel Pisano
Pour les articles homonymes, voir Pisano.
Isabel Pisano est une actrice et journaliste uruguayenne née à Montevideo.

## Biographie
Actrice, elle a tourné avec des metteurs en scène argentins et italiens (par exemple pour Federico Fellini dans Casanova).
Correspondante de guerre pour la RAI et El Mundo, elle a couvert les conflits de Palestine, du Liban, du Tchad, d'Irak, de Bosnie-Herzégovine, et de Somalie. Elle a également réalisé de nombreux reportages pour Marie Claire, Oggi et Il Giornale.
Elle a obtenu la médaille du Ministère espagnol de la Culture et a été élue « meilleure journaliste de l'année 2002 » par l'association professionnelle espagnole (ARI).
Elle a publié de nombreux ouvrages, principalement des recueils d'interviews.
Veuve du compositeur argentin de musiques de film Waldo de los Ríos, elle a été pendant douze ans la compagne du chef de l'OLP, Yasser Arafat.

## Œuvres
- Yasir Arafat: La pasion de un lider, Ediciones B., 2006  (ISBN 8466625100).
- Yo Terrorista, Plaza & Janes Editories Sa, 2004  (ISBN 8401378826).
- La Sospecha: El Complot Que Amenaza La Sociedad Actual, Belacqva, 2003  (ISBN 849589453X).
- El Amado Fantasma, Plaza & Janes Editories Sa, 2002  (ISBN 8401377900).

## Filmographie
- 1966 : La Pampa sauvage (es) (Pampa salvaje) d'Hugo Fregonese
- 1967 : Club de solteros de Pedro Mario Herrero (ca)
- 1974 : Boquitas pintadas de Leopoldo Torre Nilsson
- 1976 : Le Casanova de Fellini (Il Casanova di Federico Fellini) de Federico Fellini
- 1976 : Prima notte di nozze (it) de Corrado Prisco (it)
- 1978 : La Dernière Maison sur la plage (La settima donna) de Francesco Prosperi
- 1978 : Bilbao (es) de Bigas Luna
- 1978 : Trauma (Violación fatal) de León Klimovsky
- 1979 : Una sombra en la oscuridad de Diego Santillán (es)
- 1982 : Corridas de alegría de Gonzalo García Pelayo (es)